# Дзвіня Орловська
Дзвіня Орловська (англ. Dzvinia Orlowsky) — американська поетеса, перекладачка, редакторка та мовознавиця українського походження.

## Біографія
Дзвіня Орловська народилася в українській родині Мирослава і Тамари Орловських у Кембриджі.
Вона здобула бакалаврський ступінь в Оберлінському коледжі та магістерський в Коледжі Воррена Вілсона в Магістерській програмі для письменників.
Поеми, короткі художньо-фантастичні твори та переклади Дзвіні Орловської публікувалися у ряді журналів, серед яких: Agni, Columbia, Field, New Flash Fiction, 100 Word Story, Los Angeles Review, Plume, Poetry International, The Baffler, The Massachusetts Review, Ploughshares, The Spoon River Review та The American Poetry Review.

## Особисте життя
Одружена з Джеєм Гоффманом, має двох дітей — Макса та Раїсу. Має сестру Марію Сестіну та двох племінників — Тессу і Пітера.

## Нагороди
- 1998: Грант Массачусетської культурної ради з поезії
- 1999: Грант Массачусетської культурної ради професійного розвитку
- 2007: Премія Пушкарта